# Pentagram (피아의 음반)
《Pentagram》은 피아의 통산 6번째 앨범이자 메이저 5번째 앨범이다. 전작 Urban Explorer 이후 2년 만에 발매되었으며
윈원엔터테인먼트와 계약한 후 처음으로 발매하는 앨범이다. 결성 10주년을 기념하는 앨범이기도 하며 앨범 제목은 "피아 멤버 5명이 가장 완벽한 조화를 이룬 앨범"이라는 의미를 담고 있다고 한다. 밴드 역사상 가장 대중적인 사운드를 담고 있으며 동시에 스트레이트한 록 사운드와 전자음을 통해 밴드의 개성을 잘 녹아냈다는 평가를 받고 있다.

## 곡 목록
1. "Get Five"
작곡 : 심지
오프닝 트랙. 심지의 프로그래밍과 신디사이저로만 이루어진 연주곡. 라이브에서는 Yes You Are가 연주되기 이전에 오프닝 SE로 나온다.
2. "Yes You Are"
작곡 : 요한, 심지／작사 : 요한, 심지
타이틀곡. "청춘예찬"을 주제로 한 청량감 넘치는 록 넘버. 2011년 지산 밸리 록 페스티벌을 통해 라이브에서 처음으로 공개하였다.
3. "Please Tell Me"
작곡 : 요한, 기범／작사 : 요한, 기범
영어 가사로 되어 있음.
4. "Think"
작곡 : 요한, 심지／작사 : 요한, 심지
본 앨범에서 가장 하드한 곡으로 유일하게 요한의 스크리밍과 그로울링을 들을 수 있는 곡이다.
5. "B.E.C.K"
작곡 : 요한, 기범／작사 : 요한, 기범
디지털 싱글로 선행 공개되었던 곡으로, 소설 "노인을 위한 나라는 없다"에서 모티브를 얻어 곡을 썼다고 한다.
6. "Blue"
작곡 : 요한, 혜승／작사 : 요한, 혜승
7. "소년"
작곡 : 요한, 심지／작사 : 요한, 심지
디지털 싱글로 선행 공개되었던 곡. 2011년 지산 밸리 록 페스티벌을 통해 라이브에서 처음으로 공개하였다.
8. "Doors"
작곡 : 심지／작사 : 요한, 심지
본 앨범에서는 유일한 발라드풍의 곡.
9. "Eden"
작곡 : 요한／작사 : 요한
10. "CHAPTER 7 : When You Get There"
작곡 : 심지 / 작사 : 요한
심지의 프로그래밍과 신디사이져로만 이루어진 곡. 2010년 펜타포트 락 페스티벌을 통해 라이브에서 처음으로 공개하였다.